# Андре Жиріа
Андре Жиріа (фр. André Giriat, 20 серпня 1905 — 11 липня 1967) — французький академічний веслувальник.
Бронзовий призер Олімпійських Ігор 1932 року в складі розпашної двійки зі стерновим.
Чемпіон Європи 1931 року в складі розпашної двійки зі стерновим, бронзовий призер 1935 року в складі парної двійки.